# Nectria pallida
Nectria pallida är en svampart som beskrevs av Ellis & Everh. 1894. Nectria pallida ingår i släktet Nectria och familjen Nectriaceae.   Inga underarter finns listade i Catalogue of Life.